# Ponor (Pirot)
Pour les articles homonymes, voir Ponor (homonymie).
Ponor (en serbe cyrillique : Понор) est un village de Serbie situé dans la municipalité de Pirot, district de Pirot. Au recensement de 2011, il comptait 298 habitants.

## Démographie
| 1948 | 1953 | 1961 | 1971 | 1981 | 1991 | 2002 | 2011 |
| ---- | ---- | ---- | ---- | ---- | ---- | ---- | ---- |
| 765  | 786  | 723  | 659  | 608  | 484  | 379  | 298  |

|  |